# Radeon R100
Radeon R100 byla první generace čipů Radeon od firmy ATI. Obsahoval nové funkce pro 3D akceleraci a podporoval Direct3D 7.0 and OpenGL 1.3.

## Popis
První generace byla vydána v roce 2000 a měla označení "Rage 6".

## Modely

### R100
První verze Radeonu R100 byla Radeon DDR. Byla vydána v létě 2000 s 32 nebo 64 MiB paměti. Karta s 64 MiB paměti měla o něco vyšší frekvenci jádra a funkci VIVO (video-in/video-out). Původně se měl jmenovat Radeon 256, ale jméno bylo změněno kvůli možné záměně s GeForce 256.

### RV100
Levnější varianta R100. Má 64bitovou paměťovou sběrnici.
Konkurence k GeForce2 MX.